# Norbert Conrads
Norbert Conrads (* 21. September 1938 in Breslau, Provinz Niederschlesien) ist ein deutscher Historiker und Germanist.

## Leben
Norbert Conrads studierte ab 1960 Geschichte und Germanistik an den Universitäten Wien und Köln, wo er 1968 promovierte. Nach der Habilitation 1978 an der Universität des Saarlandes war er von 1981 bis 2003 Professor für Geschichte der Frühen Neuzeit an der Universität Stuttgart sowie Leiter des Projektbereichs „Schlesische Geschichte“. Von 1990 bis 1991 war er Dekan der Fakultät Geschichts-, Sozial- und Wirtschaftswissenschaften. Er ist Autor zahlreicher Studien zur Bildungs- und Sozialgeschichte und zur Geschichte Schlesiens sowie Mitglied der Historischen Kommission für Schlesien.
Für seine wissenschaftlichen Verdienste wurde er mehrfach geehrt: 1998 erhielt er den Georg Dehio-Preis, im Jahr 2000 den Sonderpreis des Kulturpreises Schlesien des Landes Niedersachsen sowie 2004 die Goldene Medaille der polnischen Universität Breslau, die ihm im Jahre 2011 in Würdigung seiner Verdienste um die Erforschung der Neueren Geschichte, um die Geschichte Schlesiens und die langjährige wissenschaftliche Kooperation mit der Universität in Breslau den Titel eines Doctor honoris causa verlieh. Im Jahr 2017 erhielt er das Bundesverdienstkreuz am Bande.

## Publikationen und Herausgeberschaften (Auswahl)
- Die Durchführung der Altranstädter Konvention in Schlesien 1707–1709. Böhlau, Köln/Wien 1971, ISBN 3-412-90171-7 (Zugleich: Köln, Univ., Philos. Fak., Diss. 1971).
- Ritterakademien der frühen Neuzeit.  Bildung als Standesprivileg im 16. und 17. Jahrhundert. Vandenhoeck und Ruprecht, Göttingen 1982, ISBN 3-525-35918-7 (Zugl.: Saarbrücken, Univ., Habil.-Schr., 1978 u. d. T.: Norbert Conrads: Academia equestris).
- Deutsche Geschichte im Osten Europas. Schlesien. Siedler, Berlin 1994, ISBN 3-88680-216-7 (Sonderausgabe, durchgesehene und auf den neuesten Stand gebrachte Auflage. Siedler, Berlin 2002, ISBN 3-88680-775-4).
- Anna Würster, die erste privilegierte Medizinerin Schlesiens (1657). In: Konrad Goehl, Johannes Gottfried Mayer (Hrsg.): Editionen und Studien zur lateinischen und deutschen Fachprosa des Mittelalters. Festgabe für Gundolf Keil zum 65. Geburtstag. Königshausen & Neumann, Würzburg 2000 (= Texte und Wissen. Band 3), ISBN 3-8260-1851-6, S. 1–15.
- Die Abdankung Kaiser Karls V. Abschiedsvorlesung, gehalten am 23. Juli 2003 in der Universität Stuttgart (= Jürgen Hering [Hrsg.]: Universität Stuttgart: Reden und Aufsätze. Band 65). Universität Stuttgart, Stuttgart 2003, ISBN 3-926269-33-2.
- Quellenbuch zur Geschichte der Universität Breslau 1702 bis 1811 (= Neue Forschungen zur schlesischen Geschichte. Band 9). Hrsg. von Norbert Conrads. Unter Mitarbeit von Markus Müller und Carsten Rabe. Böhlau, Köln/Weimar/Wien 2003, ISBN 3-412-09802-7.
- Die tolerierte Universität. 300 Jahre Universität Breslau 1702 bis 2002. Katalogbuch zur Ausstellung „Die tolerierte Universität“ (Stuttgart, Görlitz, Ratingen). Hrsg. von Norbert Conrads. Steiner, Stuttgart 2004, ISBN 3-515-08249-2, darin:
  - Zur Eröffnung der Ausstellung in Görlitz. S. 10–14.
  - Die Universität Breslau in ihrem ersten Jahrhundert. S. 113–129.
- Schlesien in der Frühmoderne: Zur politischen und geistigen Kultur eines habsburgischen Landes (= Neue Forschungen zur schlesischen Geschichte. Band 16). Hrsg. von Joachim Bahlcke. Böhlau, Köln/Weimar/Wien 2009, ISBN 978-3-412-20350-4.